# Gaetano Castello
Gaetano Castello (* 8. Mai 1957 in Neapel) ist ein italienischer römisch-katholischer Geistlicher und Weihbischof in Neapel.

## Leben
Gaetano Castello besuchte ein Liceo Scientifico in Neapel. Von 1976 bis 1981 studierte er Philosophie und Katholische Theologie an der Päpstlichen Universität Gregoriana in Rom. Am 16. Oktober 1982 empfing Castello das Sakrament der Priesterweihe für das Bistum Teramo-Atri. Nach weiterführenden Studien erwarb Gaetano Castello 1984 am Päpstlichen Bibelinstitut ein Lizenziat im Fach Bibelwissenschaft. 1991 wurde er an der Päpstlichen Universität Gregoriana bei Prosper Grech OSA mit der Arbeit L’interrogatorio di Gesù davanti al Sinedrio („Das Verhör Jesu vor dem Sanhedrin“) zum Doktor der Theologie promoviert.
Ab 1985 lehrte Gaetano Castello Bibelwissenschaft an der Päpstlichen Theologischen Fakultät von Süditalien in Neapel. Am 25. Januar 1993 wurde er in den Klerus des Erzbistums Neapel inkardiniert. Außerdem wirkte Castello von 2001 bis 2005 als Direktor der Zeitschrift Asprenas und von 2005 bis 2008 als Direktor der bibelwissenschaftlichen Abteilung der Päpstlichen Theologischen Fakultät von Süditalien. Ferner lehrte er von 2007 bis 2008 als Gastdozent an der Universität Neapel Federico II. Danach war er zunächst Vizepräsident (2008–2010) und später Präsident der Päpstlichen Theologischen Fakultät von Süditalien (2011–2013 und ab 2017). Zudem fungierte Gaetano Castello von 2015 bis 2018 als Direktor der Schriftenreihe Biblioteca Teologica Napoletana.
Neben seiner akademischen Tätigkeit war Gaetano Castello von 2007 bis 2012 Bischofsvikar für die Evangelisierung und die Katechese im Erzbistum Neapel. Darüber hinaus wirkte er als Rektor der Kirche Madonna del Carmine im Neapolitaner Stadtteil San Giovanni a Teduccio, als Spiritual am Priesterseminar Card. Alessio Ascalesi, als Delegat für die Ökumene und den Interreligiösen Dialog sowie als Verantwortlicher für die Priester der Gruppe Seguimi und für die biblische Pastoral. Außerdem gehörte Castello dem Priesterrat des Erzbistums Neapel an.
Am 27. September 2021 ernannte ihn Papst Franziskus zum Titularbischof von Novae und zum Weihbischof in Neapel. Der Erzbischof von Neapel, Domenico Battaglia, spendete ihm sowie Michele Autuoro und Francesco Beneduce SJ am 31. Oktober desselben Jahres in der Kathedrale von Neapel die Bischofsweihe; Mitkonsekratoren waren der Bischof von Acerra, Antonio Di Donna, und der Bischof von Nola, Francesco Marino.

## Schriften (Auswahl)
- L’interrogatorio di Gesù davanti al Sinedrio. Contributo esegetico-storico alla cristologia neotestamentaria. Dehoniane, Rom 1992, ISBN 978-88-396-0448-4.
- Balaam e Balak. Approccio narrativo a Nm 22–24. In: Cesare Marcheselli-Casale (Hrsg.): Oltre il racconto. Esegesi ed ermeneutica: alla ricerca del senso. D’Auria, Neapel 1994, OCLC 47667266, S. 29–48.
- Sull’interpretazione della Sacra Scrittura nell’opera di Giordano Bruno. In: Pasquale Giustiniani, Carmine Matarazzo, Michele Miele, Domenico Sorrentino (Hrsg.): Giordano Bruno. Oltre il mito e le opposte passioni (= Biblioteca teologica napoletana. Band 23). Facoltà teologica dell’Italia meridionale, Neapel 2002, ISBN 978-88-900768-1-7, S. 81–100.
- Antico Testamento e rapporto con gli ebrei. Una rilettura del capitolo IV della Dei Verbum. In: Asprenas. Band 50, 2003, S. 79–104.
- Sangue dell’alleanza e banchetto nel contesto di Es 24,1–11. In: Asprenas. Band 52, 2005, S. 11–40.
- In Principio…il racconto biblico delle origini. In: Raffaele Prodomo (Hrsg.): La nascita. I mille volti di un’idea (= Materiali e studi di diritto pubblico. Band 17). Giappichelli, Turin 2006, ISBN 978-88-348-6738-9, S. 11–30.
- Il racconto delle origini. In: Rassegna di Teologia. Band 53, 2012, S. 7–28.
- Genesi 1–11. Introduzione e commento alla storia biblica delle origini (= Scripturae. Band 3). Il pozzo di Giacobbe, Trapani 2013, ISBN 978-88-6124-417-7.
- Martin Lutero e l’interpretazione delle Scritture. In: Gaetano Castello, Antonio Landi (Hrsg.): La Parola che unisce. Nel 500° anniversario della Riforma luterana. Verbum Ferens, Neapel 2017, ISBN 978-88-97232-28-5, S. 79–109.
- La ricerca della verità. Ermeneutica biblica e conoscenza scientifica. Aracne, Rom 2019, ISBN 978-88-255-1973-0.